# Гриншпун, Юлий Изакинович
Ю́лий Изаки́нович Гриншпу́н (29 июля 1938, Днепропетровск — 25 марта 1999, Хабаровск) — советский и украинский театральный режиссёр, педагог. Заслуженный деятель искусств РСФСР (1986), Народный артист Украины (1995).

## Биография
Родился в Днепропетровске (ныне Днепр, Украина) в семье главного режиссёра Одесского театра музкомедии Изакина Гриншпуна (1912—1990). Окончил Одесскую консерваторию имени А. В. Неждановой в 1962 году, до 1966 года проходил ассистентуру-стажировку в классе профессора П. А. Серебрякова в Ленинградской консерватории имени Н. А. Римского-Корсакова. В 1966—1975 годах преподавал в Институте искусств во Владивостоке, а также в Воронежском институте искусств. 
Известен постановками мюзиклов на театральных сценах Одессы, Хабаровска, городов Сибири и Дальнего Востока. В 1979—1981 годах — главный режиссёр Магаданского музыкально-драматического театра имени А. М. Горького. С 1981 по 1987 год — в Хабаровском театре музыкальной комедии. В 1987—1990 годах — главный режиссёр Одесского театра музыкальной комедии имени М. Водяного. В 1991 году возглавил Одесский муниципальный театр «Ришелье» и с 1994 года — вновь главный режиссёр в Хабаровском театре музыкальной комедии.
Скончался 25 марта 1999 года в Хабаровске. Похоронен в Одессе, на 2-м Христианском кладбище.

### Семья
- Жена — Наталья Борисовна Гриншпун (род. 1952), актриса[1];
- Сын — Никита Юльевич Гриншпун (род. 1974), театральный режиссёр, выпускник ЛГИТМиКа и ГИТИСа[4].

## Спектакли
Одесский театр музыкальной комедии
- «Играем Зощенко» (1988)
- «Слон» (1988)
- «Великий Микадо, или Брак по-японски» (1989)
- «Баядера» (1990)

Хабаровский театр музыкальной комедии
- «В джазе только девушки»
- «Весёлая вдова» (1982)
- «Восемнадцать лет»
- «Герцогиня Геральштейнская опера буфф»
- «Доходное место»
- «Ерофей Хабаров»
- «Женитьба гусара»
- «Женихи»
- «Жирофле-Жирофля»
- «Играем Зощенко»
- «Как трудно быть сержантом»
- «Камелот»
- «Лёгкая жизнь»
- «Любовь и разлука»
- «Мадам Фавар»
- «Не стреляйте в Кармен»
- «Последняя любовь Ходжи Насреддина»
- «Проснись и пой»

## Почётые звания
- заслуженный деятель искусств РСФСР (1986)[источник?];
- народный артист Украины (29 июня 1995 года) — за личный вклад в обогащение национального художественного наследия, высокий профессионализм[5].